# Mirosław Zazula
Mirosław Zazula (ur. 24 kwietnia 1967 w Zielonej Górze, zm. 24 października 1992) – polski pięcioboista nowoczesny. Wicemistrz Europy w sztafecie (1987), mistrz Polski (1988).
Był zawodnikiem LKS Lumel Zielona Góra (1982–1989). Jego największym sukcesem w karierze było wicemistrzostwo Europy w sztafecie w 1987 (razem z Jarosławem Idzim i Pawłem Olszewskim). W 1988 zdobył mistrzostwo Polski.
Zginął w wypadku samochodowym. W 2017 roku w Drzonkowie odbył się memoriał poświęcony jego pamięci, w którym wzięli udział m.in. jego koledzy, z którymi rywalizował w trakcie kariery.